# Tianyulong
Tianyulong (chiń. 天宇龙) – rodzaj dinozaura z rodziny heterodontozaurów (łac. Heterodontosauridae) żyjącego w jurze na terenie dzisiejszych Chin.
Szczątki gatunku typowego, Tianyulong confuciusi odnaleziono w prowincji Liaoning; osady, w których odkryto jego skamieniałości, pierwotnie uznano za należące do wchodzącej w skład grupy Jehol wczesnokredowej formacji Yixian, późniejsze badania sugerują jednak, że należą one do reprezentującej przełom środkowej i późnej jury formacji Tiaojishan. Jest jednym z najmłodszych, jeśli nie najmłodszym geologicznie przedstawicielem Heterodontosauridae; dostarcza także dowodów, że pióropodobne struktury mogły występować również u dinozaurów należących do tej grupy.
Holotyp (STMN 26–3) obejmuje niekompletny szkielet zawierający fragmentaryczną czaszkę i żuchwę, kręgi presakralne i ogonowe, niemal kompletną prawą łopatkę, obie kości ramienne, proksymalne zakończenie kości łokciowej, fragmenty kości łonowych, obie kości kulszowe, prawą piszczel i kość strzałkową. Zachowały się także pozostałości długich, nitkowatych pióropodobnych struktur. Holotyp pochodzi od młodocianego osobnika, którego długość została – dzięki porównaniu ze spokrewnionym rodzajem Heterodontosaurus – oszacowana na około 70 cm.

## Klasyfikacja
Tianyulong należy do rodziny heterodontozaurów – niewielkich, roślinożernych i być może wszystkożernych dinozaurów ptasiomiednicznych charakteryzujących się smukłymi ciałami oraz parą dużych, przypominających kły zębów. Przed odkryciem Tianyulong jej przedstawiciele znani byli jedynie z wczesnej jury południowej Afryki i Ameryki Północnej oraz być może także wczesnej kredy Anglii. Znalezisko Tianyulong poszerza zasięg występowania członków rodziny o Azję.

## Paleobiologia
Nitkowate struktury pokrywające ciało Tianyulong zachowały się w trzech obszarach: grupa za szyją, na grzbiecie oraz największa na ogonie. Wytwory te były wobec siebie równoległe oraz pojedyncze – brak dowodów na ich rozgałęzienia. Wydają się być także stosunkowo sztywne, co sprawia, że bardziej przypominają analogiczne struktury odnalezione na ogonie psitakozaura niż protopióra teropodów. Spośród teropodów pióropodobne twory Tianyulong wykazują największe podobieństwo do pojedynczych nierozgałęzionych protopiór sinozauropteryksa i beipiaozaura. Szacowana długość pióropodobnych struktur Tianyulong wynosi około 60 mm – siedmiokrotnie więcej niż wysokość jego kręgów ogonowych. Ich długość oraz wydrążone wnętrze sugeruje, że nie składały się one z podskórnych struktur, takich jak włókna kolagenowe.
Podobne wytwory skóry odnajdowano wcześniej jedynie u zaawansowanych teropodów i psitakozaura. Odkrycie ich u Tianyulong rozszerza obecność takich struktur na niższe poziomy drzewa filogenetycznego. Nie jest jasne, czy struktury występujące u ptasiomiednicznych są homologiczne z protopiórami teropodów. Jeżeli tak, oznaczałoby to, iż ostatni wspólny przodek dinozaurów ptasiomiednicznych i gadziomiednicznych także był pokryty pióropodobnymi wytworami, a członkowie grup takich jak zauropody byli jedynie wtórnie bezpiórzy. Jeżeli jednak twory te nie są homologiczne, dowodziłoby to, że takie struktury wyewoluowały niezależnie u Saurischia i Ornithischia, jak również innych grup archozaurów, takich jak pterozaury. Zheng i współpracownicy stwierdzają, że odkrycie podobnych tworów u teropoda Beipiaosaurus wspiera hipotezę o homologii struktur Tianyulong z piórami. Wytwory te u obu tych dinozaurów były długie i nierozgałęzione, przy czym u beipiaozaura spłaszczone, a u Tianyulong – okrągłe, przez co przypuszczalnie bardziej podobne do najwcześniejszych protopiór.